# Новая ратуша (Лейпциг)
Новая ратуша — здание городского самоуправления в немецком городе Лейпциге. Построенное на месте снесённого в 1897 году городского замка (крепости) Плайсенбург (нем. Pleißenburg), оно располагается в юго-западной части внутреннего города, напротив здания новой католической церкви и Федерального административного суда.
В ходе индустриализации XIX века Лейпциг быстро превратился в один из крупнейших городов на востоке Германии, и, начиная с 1870-х годов появились планы перенесения органов городского управления из средневековой Старой ратуши на Рыночной площади в соответствующее времени новое просторное здание. После продолжительных дискуссий местом строительства был выбран старый городской замок Плайсенбург, специально для этой цели в 1895 году выкупленный у саксонского государства и впоследствии разобранный. При этом одним из главных условий конкурса проектов было сохранение главной башни замка, как наиболее узнаваемой доминанты городской панорамы. Первую премию проводившегося анонимно общегерманского конкурса в 1897 году получил лейпцигский главный городской архитектор Хуго Лихт (Hugo Licht, 1841—1923), девизом проекта которого было лат. ARX NOVA SURGIT (Да будет возведён новый замок!); скульптурное оформление было поручено известному скульптору и графику Георгу Врбе (Georg Wrba, 1872—1939).
Официальная церемония начала строительства Новой ратуши состоялась 19 октября 1899 года, и спустя почти 6 лет, 7 октября 1905 года здание было торжественно освящено в присутствии саксонского короля. В 1912 году Новая ратуша была расширена: через улицу был открыт так называемый Городской дом (нем. Stadthaus), вместивший более 300 дополнительных административных помещений и соединённый с основным комплексом крытым двухэтажным переходом.
Новая ратуша построена в модном для конца XIX — начала XX веков эклектичном стиле и вместе с Городским домом занимает площадь, равную почти 10 000 м², являясь тем самым одним из крупнейших городских административных зданий в мире. С другой стороны, главная башня ратуши, возведённая на фундаментах старой замковой башни, и имеющая в высоту 114,7 метров, считается самой высокой ратушной башней в Германии. Юго-западный угловой фасад Новой ратуши украшен, кроме прочего, фигурами, символизирующими типичные для Лейпцига ремесло, справедливость, книгопечатание, науку и музыку; над ними возвышается огромная скульптура льва, присутствующего также на городском гербе Лейпцига, и надпись-посвящение лат. PUBLICO CONSILIO PUBLICAE SALUTI, то есть «Правительству города и общественному благу». Вокруг циферблата расположенных на южном фасаде часов — латинская надпись MORS CERTA, HORA INCERTA, то есть «Смерть неизбежна, час (её) неизвестен». Обращённый на север (Замковая площадь) фасад более скромен и, скорее, функционален, будучи украшен скульптурным изображением богини справедливости и возведённым в 1908 году на средства горожан фонтаном с различными фигурами из немецких сказок и портретными медальонами бывших обербургомистров Бруно Трёндлина и Отто Георги.

## Галерея

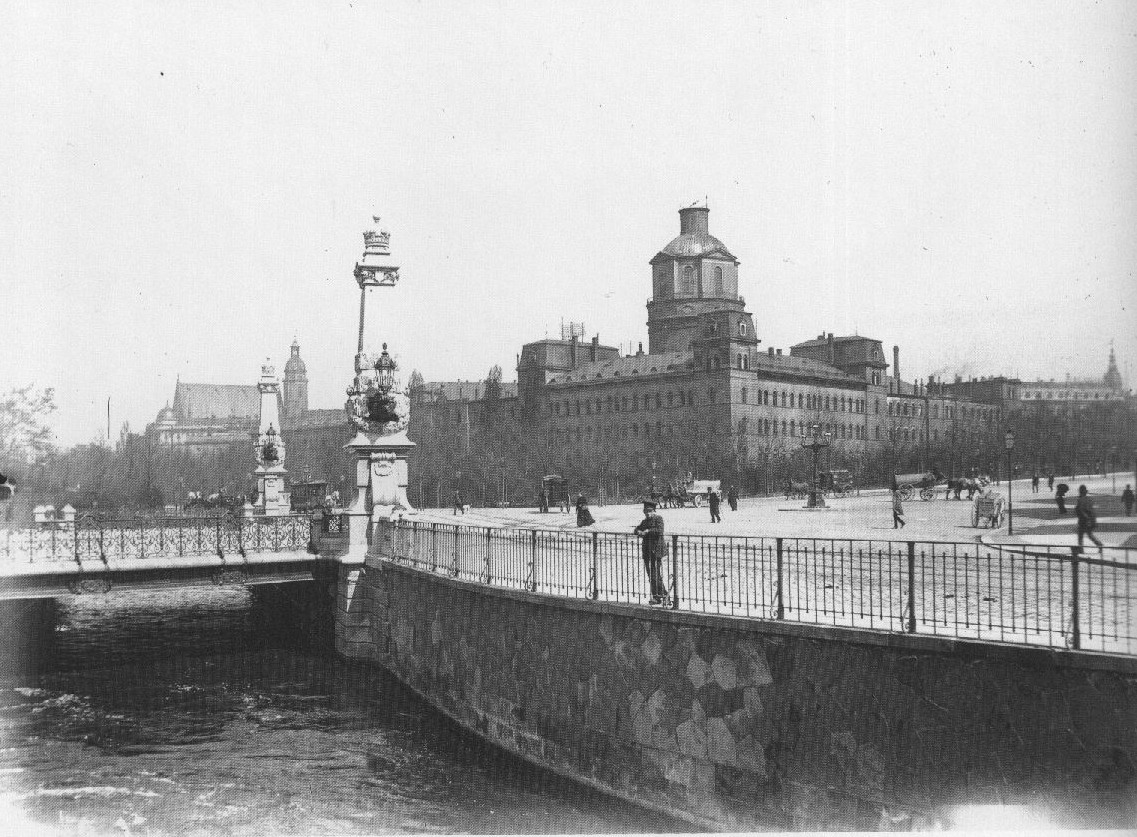
Вид на городской замок Плайсенбург (ок. 1890 года)
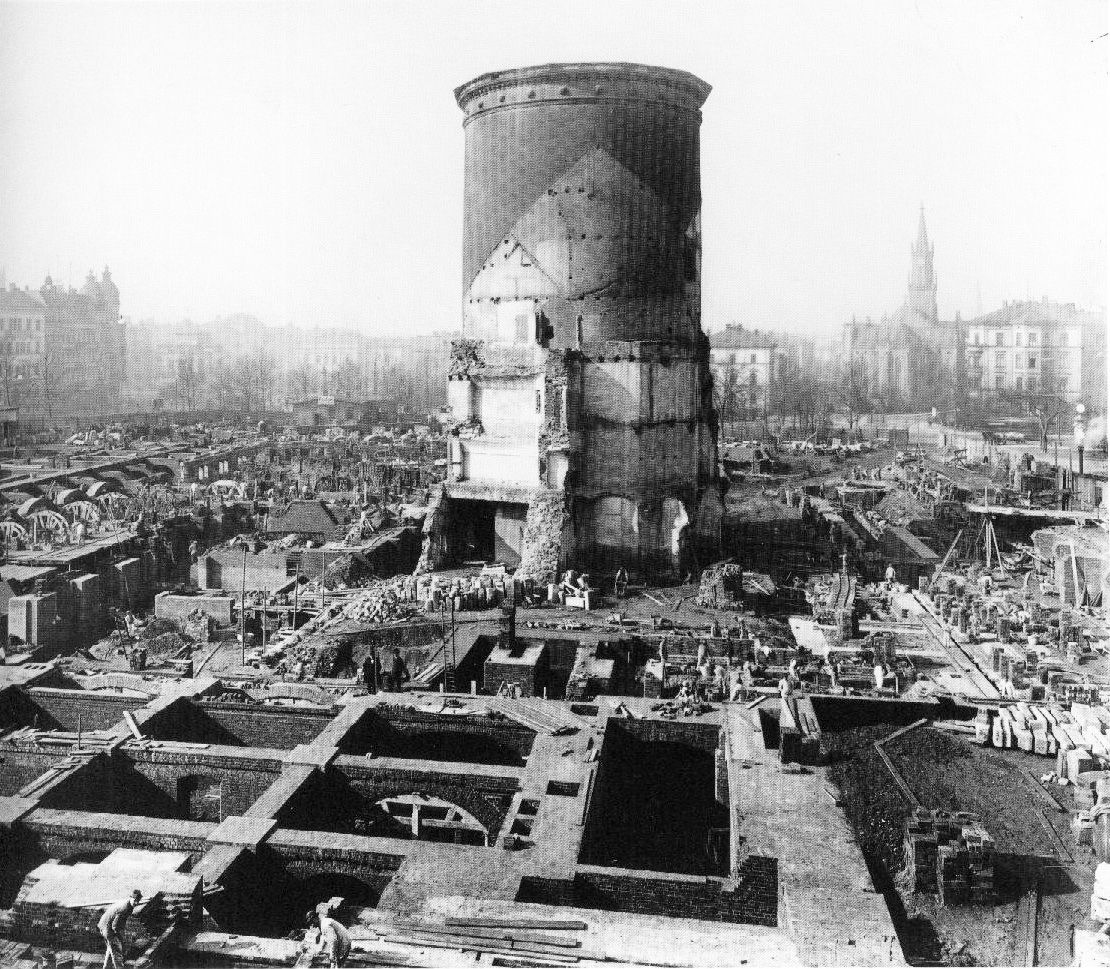
Возведение Новой ратуши
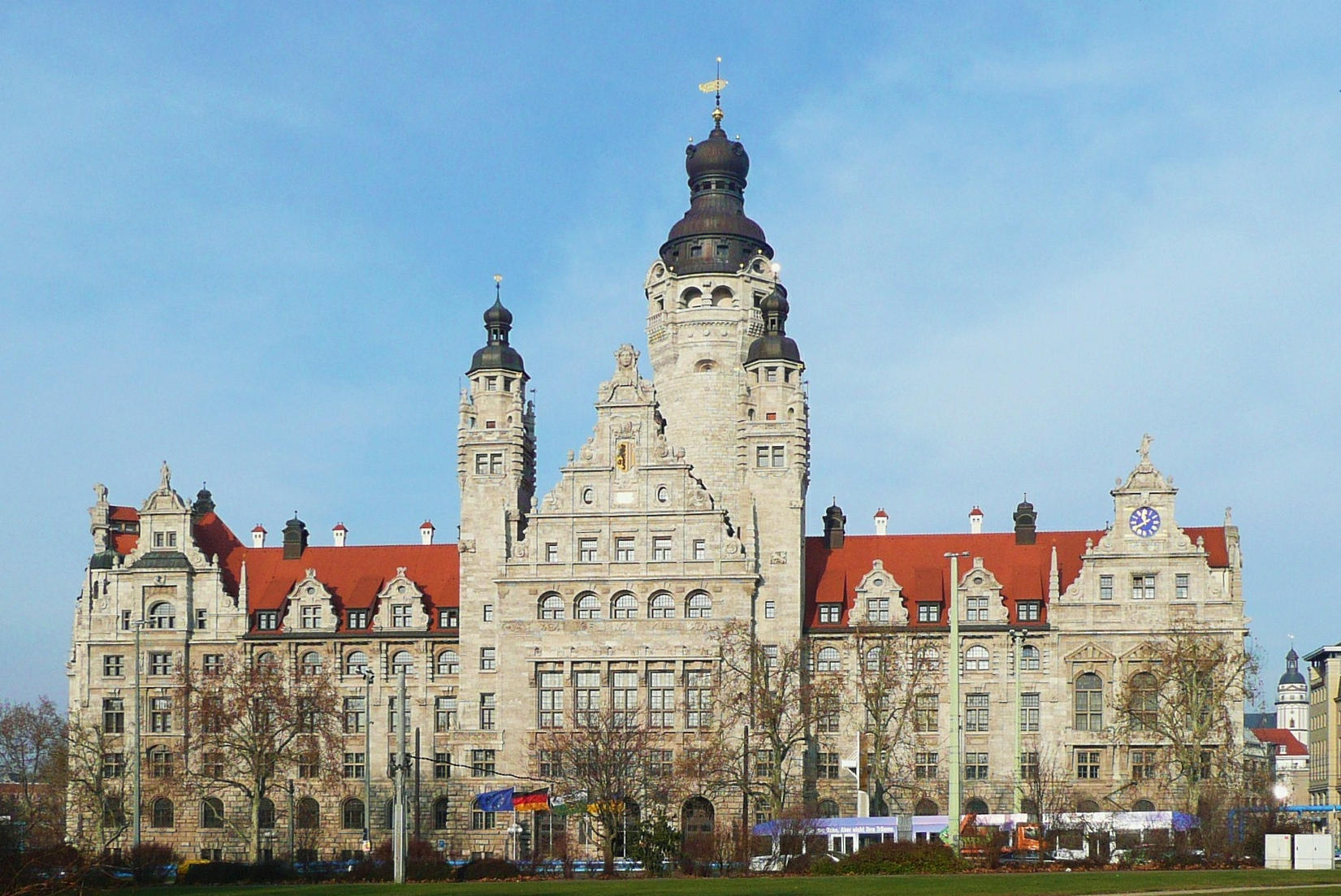
Южный фасад. Главный вход
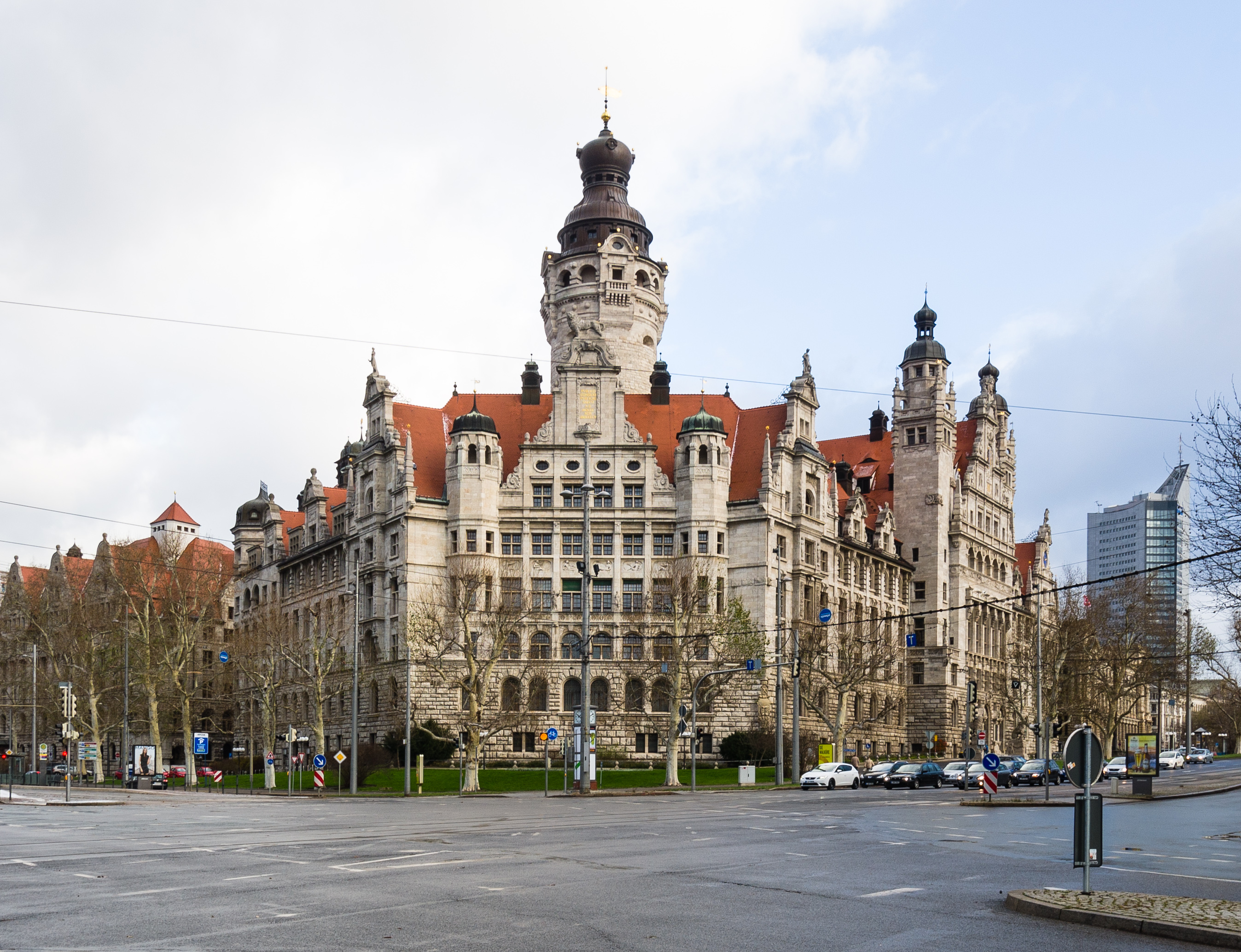
Вид на юго-западный фасад со стороны Федерального административного суда
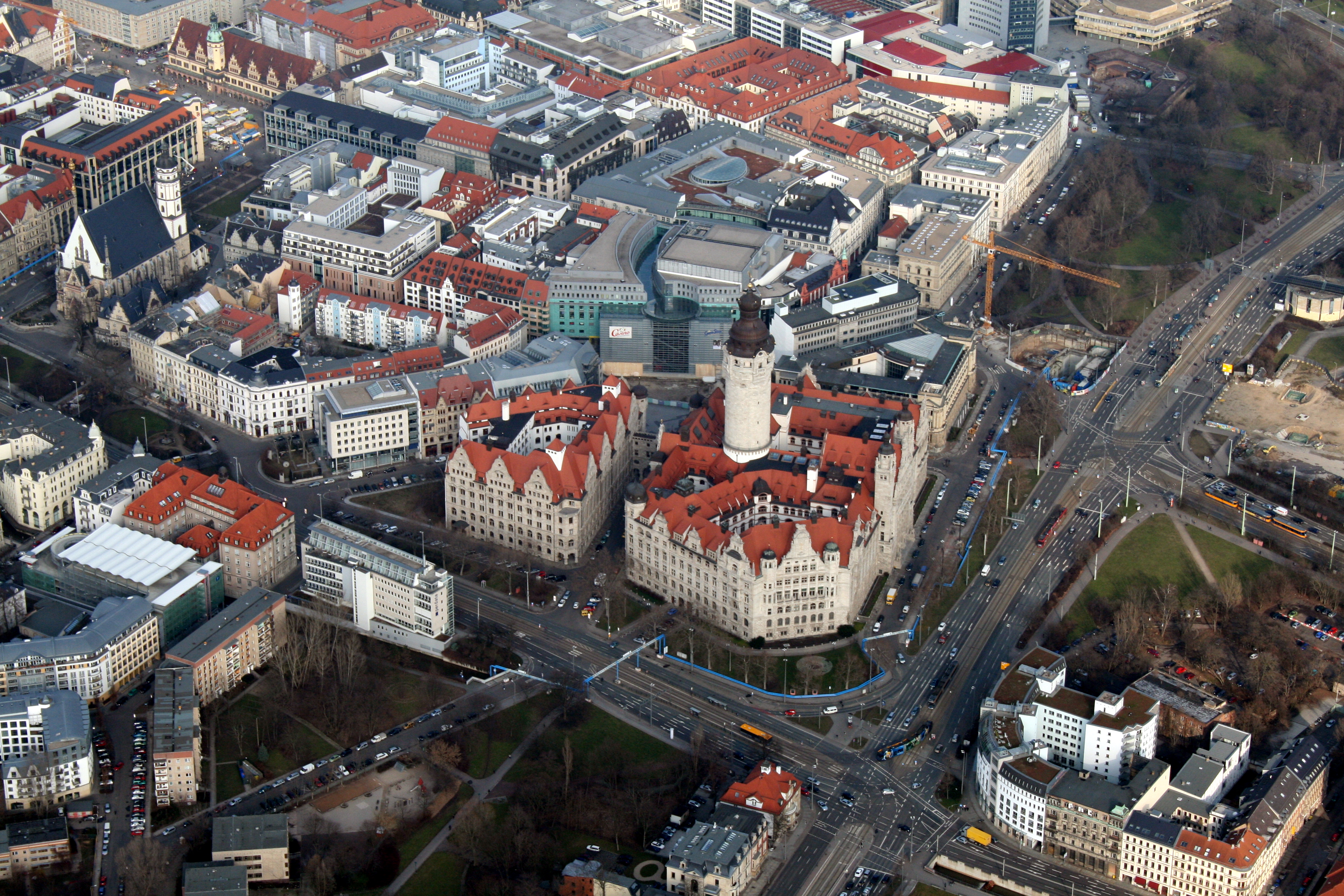
Вид на Новую ратушу с высоты птичьего полёта
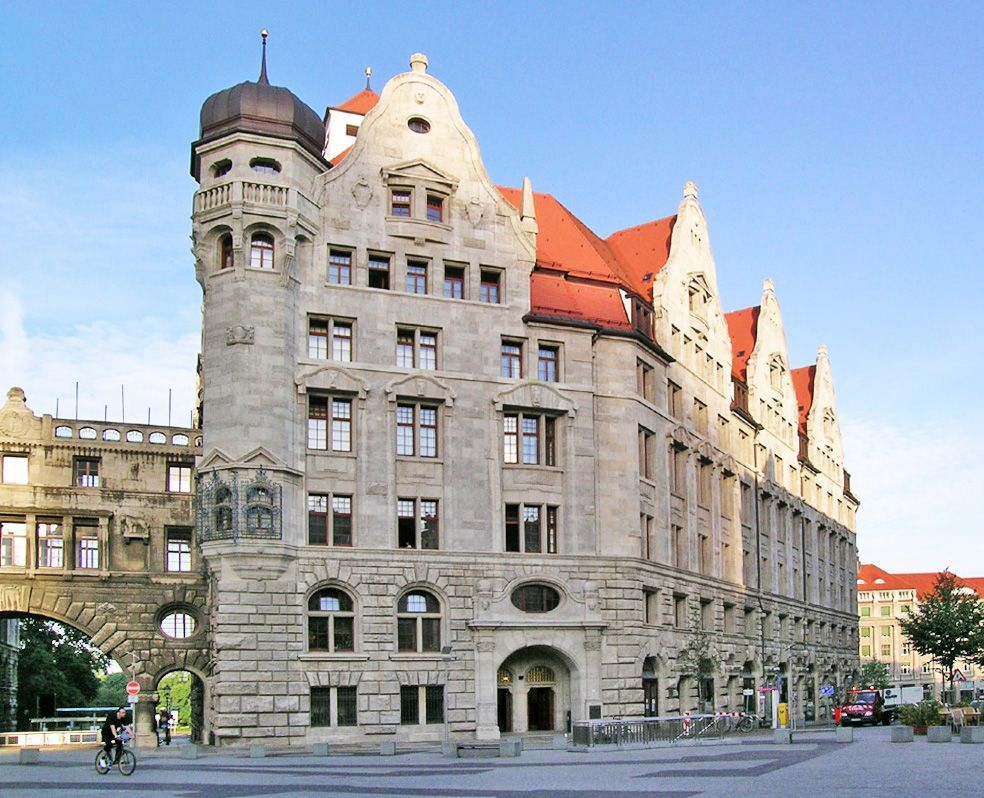
Городской дом
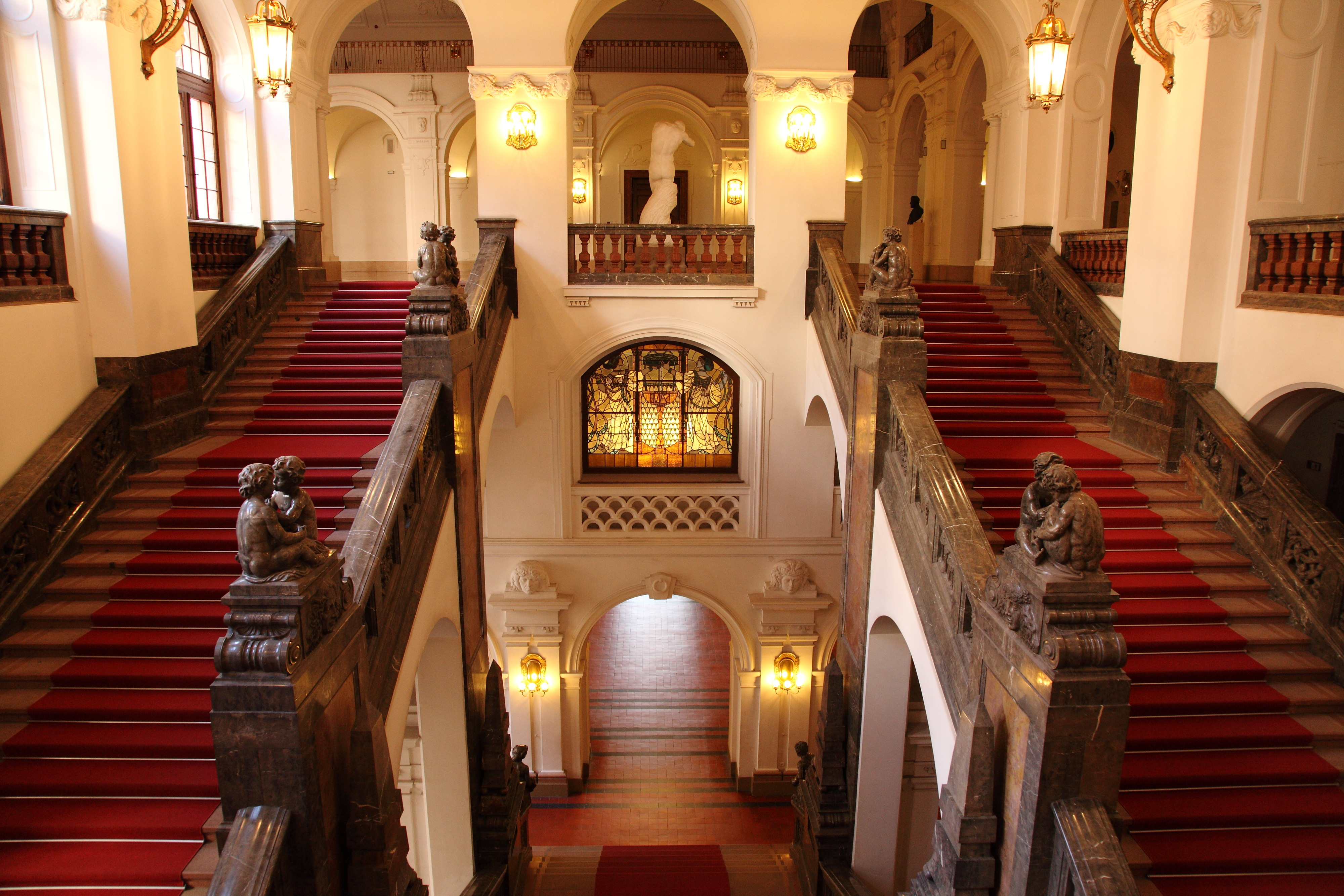
Главная лестница в основном здании
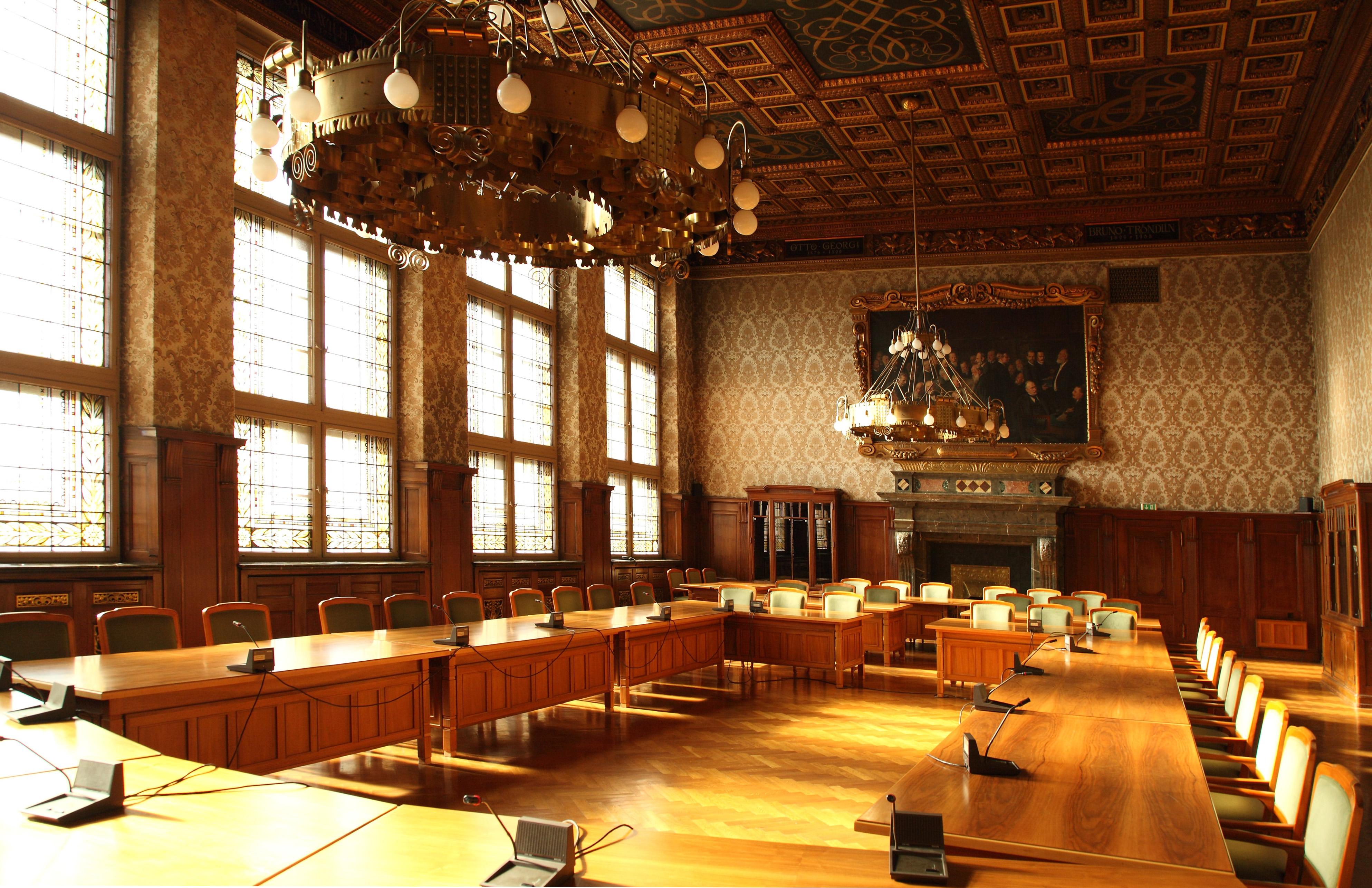
Зал собраний городского совета